# Birstall (Leicestershire)
Birstall è un paese di 11 480 abitanti della contea del Leicestershire, in Inghilterra.